# Galloping Goose

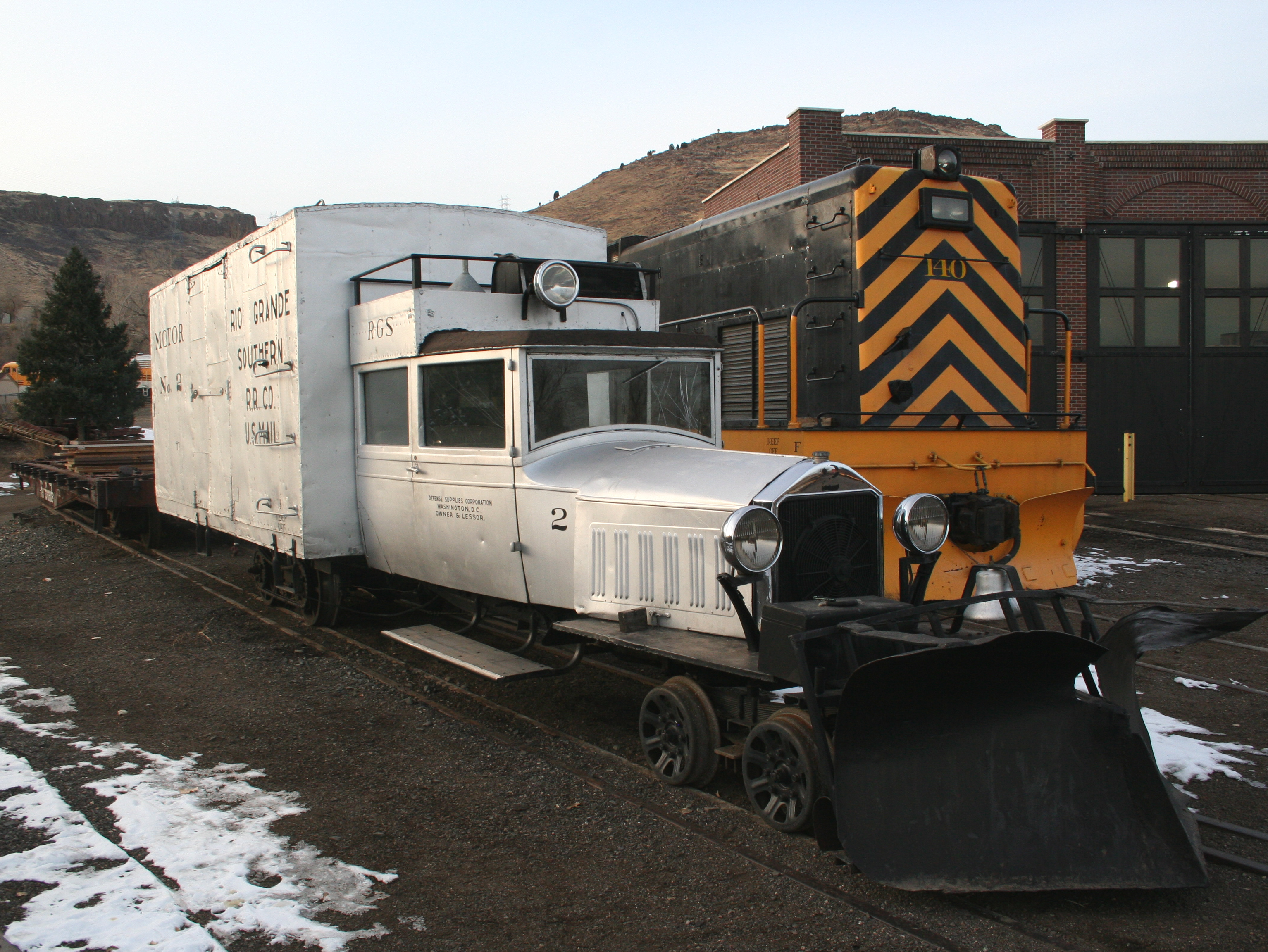
Galloping Goose č. 2

Galloping Goose (cválající husa) byla řada sedmi lehkých kolejových vozidel, která uvedla do provozu americká železniční společnost Rio Grande Southern Railroad v letech 1931–1933 v západní části státu Colorado. Vozy vznikly přestavbou různých užitkových automobilů a jejich nástaveb. Sloužily pro přepravu cestujících, pošty i malých nákladů. V provozu byly až do roku 1951, kdy železnice zanikla. Všechny vozy s výjimkou č. 1 se zachovaly v muzeích, místo vozu č. 1 byla vytvořena replika.

## Historie
Železnice společnosti Rio Grande Southern byla dlouhodobě prodělečná a krachovala. Správce konkursní podstaty Victor A. Miller se proto pokusil vytvořit úsporná vozidla, která by nahradila parní vlaky. Přestavbou několika automobilů a železničních vozů tak vznikla lehká benzínová vozidla pro kombinovanou osobní a nákladní dopravu. Vůz č. 1 vznikl z automobilu Buick, poněkud větší vůz č. 2 také. Další vozy (3, 4, 5) pak byly sestaveny z automobilového šasi a železničního návěsu. Měly tři dvounápravové podvozky, z nichž prostřední byl hnací. Sloužily k dopravě pasažérů (měly 11 míst k sezení) a pošty. Vůz č. 6 sloužil pro opravy trati a č. 7 byl vybaven chladírnou pro dopravu potravin.
Po válce byly vozy 3, 4 a 5 rekonstruovány – dostaly nový motor a větší nástavby. V roce 1950 přestala dráha přepravovat poštu. Vozy 3, 4, 5 a 7 byly proto zrekonstruovány pro turistický provoz – jejich zadní část, sloužící původně pro náklad, byla upravena pro přepravu osob a vybavena 20 sedačkami. V roce 1951 byla ale železnice zrušena a vozy si rozebrala muzea.